# Manoir de Lauttasaari
Le Manoir de Lauttasaari (finnois : Lauttasaaren kartano) est un bâtiment historique situé dans le quartier de Lauttasaari à Helsinki,. 

## Description

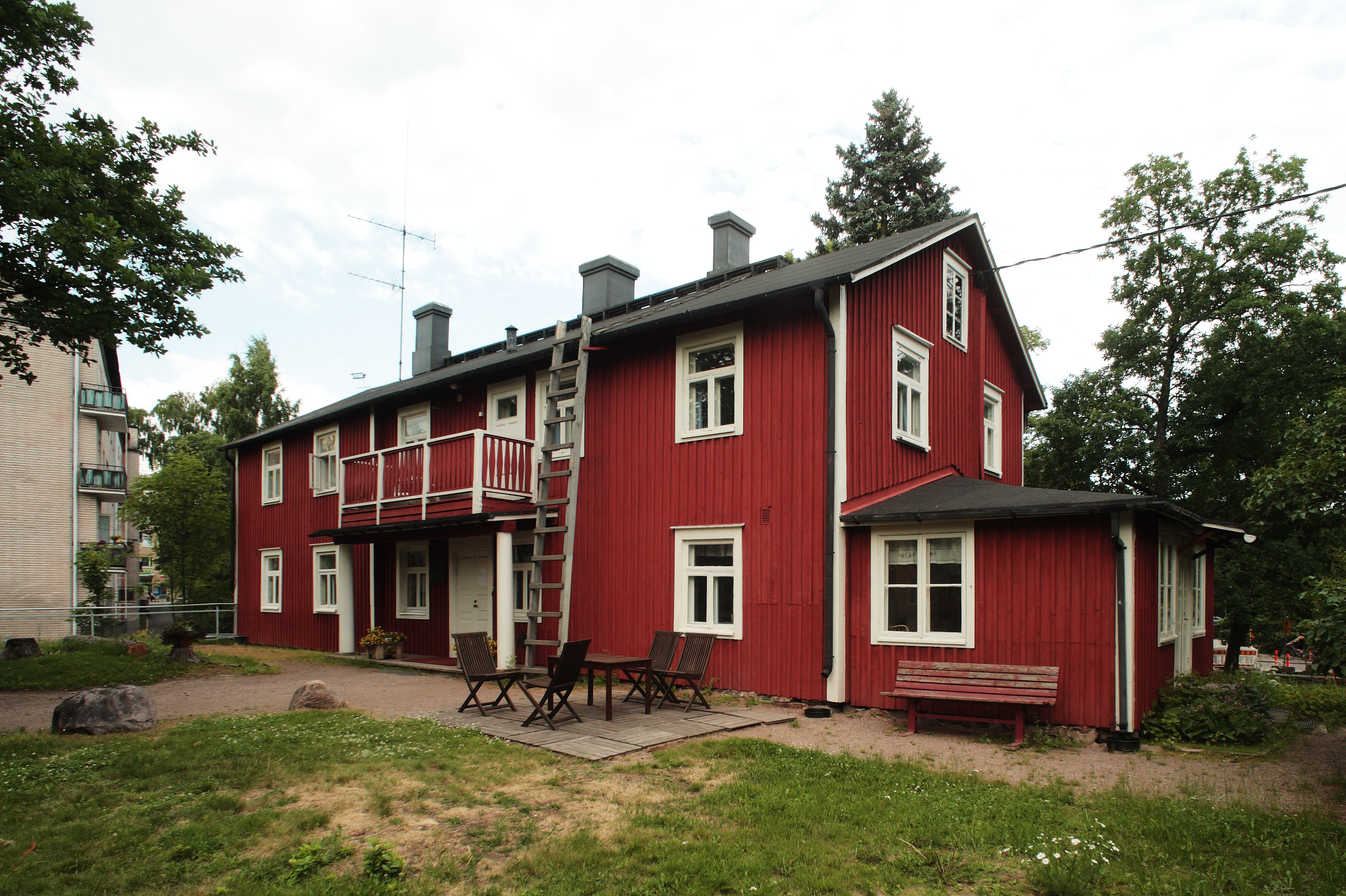
La villa rouge.

En 1629, en remerciement de ses services à la Couronne, Gerd von Schütze dit Skytte reçoit  des terres de la région d’Helsinki dont celles de Lauttasaari. 
En 1650, la  reine Christine de Suède offre  à la ville d'Helsinki des terres qui à l'époque appartenaient à la veuve von Schütz. Les terres de Drumsö (Lauttasaari) font partie de la cession.

Au XVIIIe siècle, l’île de Lauttasaari a deux domaines (dit héritages) qui s'appellent Heikas et Bertas. 
À partir de 1831, ces deux domaines appartiennent au même propriétaire et deviendront le Manoir de Lauttasaari.
Parmi les propriétaires les plus notables du manoir citons la famille Weurlander qui a possédé l'île de 1724 à 1836.

En 1793, Mårten Weurlander l’aîné fait construire l'ancien bâtiment principal nommé la Villa rouge (Punainen Huvila).

Le bâtiment principal actuel, probablement conçu par le cabinet de Carl Ludvig Engel, est bâti en 1837 pour Claes Wilhelm Gyldén (fi) qui sera propriétaire du manoir de 1836 à 1840.